# Lapiedra
Lapiedra, monotipski rod lukovičastih geofita iz prodice zvanikovki. Jedina je vrsta L. martinezii, do 25 cm visoka trajnica iz Španjolske i Maroka.
Iz svake lukovice nakon cvatnje nikne dva do tri lista. Cvjeta od kolovoza do listopada bijelim mirisnim cvjetovima sa šest latica.
Rod i vrsta opisani su 1816.
- L. martinezii
- L. martinezii